# Prisão e julgamento de Alberto Fujimori
Em 2000, o ex-ditador e presidente peruano Alberto Fujimori fugiu do Peru durante seu mandato e se refugiou no Japão, após múltiplas acusações criminais de corrupção e violações de direitos humanos apresentadas contra ele pelo Congresso da República do Peru. Enquanto estava no Japão, ele apresentou sua renúncia presidencial por fax. A legislatura peruana recusou-se a aceitar a sua renúncia, votando em vez disso, no dia 22 de novembro de 2000, para remover Fujimori do cargo, alegando que ele estava "permanentemente moralmente incapacitado".
O Peru solicitou a extradição de Fujimori ao Japão, mas o pedido foi recusado pelo governo japonês, com base no fato de Fujimori ser cidadão japonês e na legislação do país, que proíbe a extradição de seus próprios nacionais.
Em novembro de 2005, Fujimori foi preso pelas autoridades em Santiago, Chile, enquanto visitava o país, após um mandado de prisão emitido por um juiz chileno em nome do Peru. Ele foi formalmente extraditado para o Peru por volta de setembro de 2007 Em dezembro de 2007, Fujimori foi condenado por ordenar uma busca e apreensão ilegal e foi sentenciado a seis anos de prisão. O Tribunal Supremo Peruano confirmou a decisão após o seu recurso.  Em abril de 2009, Fujimori foi condenado por violações de direitos humanos e sentenciado a 25 anos de prisão por seu papel em assassinatos e sequestros cometidos pelo esquadrão da morte Grupo Colina durante a batalha de seu governo contra guerrilheiros de extrema-esquerda na década de 1990.
O veredito, proferido por um painel de três juízes, marcou a primeira vez que um chefe de Estado eleito foi extraditado para seu país de origem, julgado e condenado por violações de direitos humanos. Fujimori foi especificamente considerado culpado de homicídio, lesão corporal e dois casos de sequestro. Em Julho de 2009, Fujimori foi condenado a sete anos e meio de prisão por peculato, após admitir ter dado 15 milhões de dólares do tesouro peruano ao chefe do seu serviço de inteligência, Vladimiro Montesinos. Dois meses depois, ele se declarou culpado de suborno em um quarto julgamento e recebeu uma pena adicional de seis anos. Pela lei peruana, todas as sentenças devem ser cumpridas simultaneamente, com uma pena máxima de 25 anos de prisão.
Em 24 de dezembro de 2017, o presidente Pedro Pablo Kuczynski perdoou-o por motivos de saúde. Em outubro do ano seguinte, a Suprema Corte do Peru anulou o perdão, decidindo que os crimes contra a humanidade são imperdoáveis. Em 17 de março de 2022, o Tribunal Constitucional do Peru, em uma decisão com 4 votos a favor e 3 contrários, restabeleceu o perdão, embora não estivesse claro se ou quando Fujimori poderia ser libertado. Em 8 de abril de 2022, a Corte Interamericana de Direitos Humanos anulou a decisão do Tribunal Constitucional e ordenou ao Peru que não libertasse Fujimori. Em 5 de dezembro de 2023, o Tribunal Constitucional do Peru ordenou a libertação do ex-presidente da prisão.

## Prisão no Chile
Em 6 de novembro de 2005, Alberto Fujimori chegou inesperadamente a Santiago, no Chile, em uma aeronave particular, após ter voado de Tóquio com escala em Tijuana. Seu voo passou pelo espaço aéreo peruano durante a rota do México ao Chile. Houve diversas demissões por suposta negligência no monitoramento do voo de Fujimori em direção ao Chile. À medida que as investigações avançavam, dois agentes de imigração chilenos e quatro mexicanos foram demitidos por não notificarem seus superiores sobre a chegada de Fujimori. O coronel Carlos Medel, chefe da Interpol em Lima, também foi exonerado por negligência, tendo supostamente ordenado que sua equipe desligasse o sistema de alerta 24 horas da Interpol durante o sobrevoo de Fujimori.
As autoridades mexicanas sugeriram que Fujimori não foi preso no México porque não havia uma ordem judicial para sua prisão. O presidente peruano Alejandro Toledo, após saber da chegada de Fujimori ao Chile, convocou uma "reunião urgente" no palácio governamental. Toledo telefonou para o ministro das Relações Exteriores do Chile, Ignacio Walker, e solicitou a detenção de Fujimori. Algumas horas depois, Fujimori foi detido com base num mandado de prisão emitido por um juiz chileno, que foi instruído pelo Supremo Tribunal do Chile a considerar o pedido de Lima para a prisão preventiva de Fujimori, como parte do processo de extradição.
Fujimori foi então transferido para a Escola de Investigações, a academia da Polícia Investigativa do Chile, onde passou a noite. Notificado dos motivos de sua detenção, Fujimori solicitou liberdade provisória durante o processo de extradição, mas seu pedido foi negado. Mais tarde, nesse mesmo dia, foi transferido para a Escola de Gendarmaria, uma academia de formação de agentes penitenciários, onde permaneceu detido até maio de 2006.

## Processos de extradição
A decisão de extraditar ou não Fujimori foi delegada pelo governo chileno à Suprema Corte, seguindo um precedente baseado em um tratado de extradição de 1932 entre as duas nações. A legislação chilena estabelece que, além dos termos do tratado, os pedidos de extradição devem estar fundamentados na existência de provas suficientes contra o acusado — não necessariamente suficientes para condená-lo, mas adequadas para justificar, sob a ótica legal chilena, as acusações apresentadas. Isso significava que os procuradores peruanos precisavam demonstrar que os crimes imputados a Fujimori no Peru também eram considerados graves pela legislação do Chile.
O Peru, que havia sessenta dias para apresentar o pedido de extradição, enviou uma delegação de alto nível liderada pelo ministro do Interior, Rómulo Pizarro, e por um procurador sênior. O governo do Japão pediu “tratamento justo” para Fujimori.
Em 18 de maio de 2006, Fujimori obteve fiança, fixada em US$ 2.830,  do Supremo Tribunal chileno, sendo libertado da detenção e levado para uma casa alugada por sua família no bairro de Las Condes, em Santiago. Segundo Fujii Takahiko, um dos financiadores japoneses que arcava com algumas das despesas de Fujimori, "Fujimori [esperava calmamente] pela decisão da Suprema Corte chilena porque [tinha] a garantia de que [não seria] extraditado". Foi relatado que Fujii cobriu o custo do aluguel da casa, enquanto um grupo de empresários e amigos japoneses financiava suas despesas de subsistência. Fujii, exportador de carros por profissão, relatou ainda que Fujimori havia esquecido, em grande parte, seu conhecimento da língua japonesa. Por ter obtido liberdade provisória, Fujimori não foi autorizado a deixar o Chile. Havia temores entre alguns peruanos de que ele pudesse ter escapado do país.
Fujimori chegou em um momento de relações tensas entre o Chile e o Peru, após o Congresso peruano ter aprovado uma lei na semana anterior, em uma tentativa de recuperar território marítimo do Chile. O ministro das Relações Exteriores do Chile, Ignacio Walker, afirmou que a ação de Fujimori demonstrou "uma atitude muito imprudente, muito irresponsável, considerando que esta é a semana mais difícil que tivemos com o Peru na última década". Em comunicado à imprensa, Fujimori afirmou que ficaria temporariamente no Chile enquanto lançava sua candidatura à presidência peruana nas eleições de abril de 2006.
O governo do Peru enviou uma série de pedidos de extradição ao Chile referentes a Fujimori. Solicitou a sua extradição para ser julgado por homicídio nos casos do Massacre de Barrios Altos e do Massacre de La Cantuta, ambos perpetrados pelo Grupo Colina. Também solicitou sua extradição pelo sequestro de Samuel Dyer e Gustavo Gorriti, ambos sequestrados por militares do Exército peruano durante o autogolpe de Fujimori e levados para os porões do Serviço de Inteligência.
Além disso, ele foi acusado de usurpação de poderes e abuso de autoridade por ordenar a busca e apreensão ilegal de uma casa de propriedade da esposa de Vladimiro Montesinos; de associação ilícita para cometer um crime, peculato e inserção de declarações falsas em um documento público para pagar a Montesinos US$ 15 milhões; de associação ilícita para cometer um crime e corrupção ativa de autoridades por pagar congressistas para mudarem de partido e informarem sobre os partidos da oposição; de interceptação telefônica ilegal (espionagem), associação ilícita para cometer um crime e peculato por autorizar escutas telefônicas ilegais contra figuras da oposição; e de associação ilícita para cometer um crime, peculato e usurpação de poderes por se envolver em uma compra fraudulenta de tratores da China e subornar jornais e estações de televisão com dinheiro do Estado, a fim de obter cobertura jornalística favorável.
Posteriormente, o juiz chileno que supervisionava o processo de extradição recusou-se a aceitar novas provas relativas às 10 acusações de corrupção e às duas acusações de direitos humanos, o que, segundo Dan Collyns, da BBC News, "teria prolongado o caso por vários meses". Em 22 de novembro de 2006, o governo peruano emitiu um novo mandado de prisão para Fujimori, alegando que ele ordenou a morte de 20 membros do Sendero Luminoso em 1992. Fujimori negou a acusação.
Em 11 de janeiro de 2007, a Suprema Corte do Chile rejeitou um pedido de investigação adicional apresentado pelos advogados que representam Fujimori. A nova decisão coincidiu com a indignação do governo peruano em relação a uma recente decisão da Corte Interamericana de Direitos Humanos (CIDH) que considerou o Peru culpado de crimes cometidos durante o regime do ex-presidente. O governo peruano expressou nova preocupação de que Fujimori pudesse tentar escapar do Chile. Embora Fujimori estivesse em liberdade condicional, com estipulações que o proibiam de sair do Chile, no final de janeiro de 2007 ele viajou para um resort de praia a bordo de um avião particular.
Em 1 de Fevereiro de 2007, a Reuters informou que o relatório final do governo peruano sobre a extradição de Fujimori incluía provas adicionais que apoiavam as ligações do antigo presidente a violações dos direitos humanos. Nas palavras de Carlos Briceno, procurador especial de corrupção do Peru, “praticamente terminamos o relatório, no qual há provas irrefutáveis [contra Fujimori]”. Por seu lado, Fujimori negou as acusações de violação dos direitos humanos e de peculato.

## Pedro Fujimori
Em 8 de fevereiro de 2007, o governo peruano apresentou um pedido formal aos Estados Unidos para a extradição de Pedro Fujimori, irmão mais novo de Alberto Fujimori. De acordo com o chefe da Unidade de Extradições do Ministério da Justiça do Peru, Omar Chehade, Pedro foi acusado de corrupção relacionada ao recebimento de doações ilegais para a ONG Apenkai, fundada no início do primeiro mandato de Fujimori. Chehade relatou à Reuters que Pedro Fujimori supervisionava as doações japonesas destinadas ao governo peruano, e que ele teria desviado até US$ 30 milhões para contas bancárias pessoais nos Estados Unidos. Um porta-voz do partido fujimorista, o deputado Carlos Raffo, negou as acusações, classificando-as como infundadas, e afirmou que não há indícios de corrupção por parte de Pedro Fujimori.

## Juiz chileno rejeita extradição de Fujimori
Em 20 de julho de 2007, o juiz Orlando Álvarez, do Supremo Tribunal do Chile, decidiu que não havia encontrado nenhuma prova que ligasse o ex-presidente Alberto Fujimori a todos os casos de corrupção e supostas violações dos direitos humanos de que o congresso peruano o acusou. O juiz Álvarez afirmou que todas as acusações eram baseadas em boatos; “ele [Fujimori] deveria saber desses atos criminosos”.
O parecer foi imediatamente apelado ao Supremo Tribunal.

## Suprema Corte chilena concede extradição a Fujimori
A Suprema Corte chilena concedeu o pedido de extradição de Fujimori para o Peru em 21 de setembro de 2007, com base em 7 de 13 acusações. As acusações relacionadas ao massacre de Barrios Altos e ao massacre de La Cantuta foram aceitas por unanimidade, enquanto outras quatro acusações relacionadas à corrupção foram aprovadas por maioria de votos. Uma acusação de corrupção foi aprovada por unanimidade.
No mesmo dia, a polícia peruana enviou um avião para receber Fujimori. O avião (com o Diretor Geral da Polícia Nacional do Peru, David Rodriguez, quatro agentes da Interpol e médicos) chegou a Santiago na manhã do dia 22 de setembro. No dia seguinte, o avião retornou à base aérea de Las Palmas, em Lima, com Fujimori a bordo de onde levado de helicóptero para uma base policial, onde permaneceu detido até que uma instalação permanente fosse preparada.

## Primeira condenação
Fujimori confessou que ordenou uma busca sem mandado no apartamento da esposa de Vladimiro Montesinos, e, em 11 de Dezembro de 2007, o tribunal peruano condenou-o a seis anos de prisão e multou-o em 400.000 soles (135.000 dólares americanos) por abuso de poder ao ordenar esta busca, que teve lugar pouco antes de deixar o cargo.
Em 10 de abril de 2008, o Supremo Tribunal do Peru confirmou a pena de seis anos de prisão imposta a Fujimori no caso.

## Eleições gerais peruanas
Martha Chávez foi a candidata presidencial pela aliança Sí Cumple nas eleições gerais de 9 de abril de 2006 (sob a bandeira Alianza por el Futuro). A filha de Fujimori, Keiko Fujimori, era candidata ao Congresso representando a mesma aliança. Enquanto Chávez obteve 7,43% dos votos do primeiro turno (4º lugar) para a presidência e foi eliminado, Keiko Fujimori recebeu a maior votação de qualquer candidato (com 602.869 votos) e conquistou uma das 13 cadeiras de Sí Cumple no novo Congresso.
Alguns dos membros do Sí Cumple ocuparam cargos poderosos no congresso, como Luisa María Cuculiza, que foi eleita pela primeira vez para o Congresso em 2006; Rolando Souza, que foi advogado de Alberto Fujimori e posteriormente nomeado para o Tribunal Constitucional; e Santiago Fujimori, que foi presidente do Comitê de Energia. Keiko Fujimori, foi presidente da Comissão de Amizade Peruano-Chilena.

## Na política japonesa
Em junho de 2007, Fujimori anunciou sua candidatura à Câmara dos Conselheiros, a câmara alta da Dieta do Japão, sob a bandeira do Novo Partido do Povo, um partido menor com apenas oito legisladores. Ainda em prisão domiciliar no Chile na época, as declarações iniciais de campanha de Fujimori foram transmitidas pelo chefe do partido , Shizuka Kamei. O governo do Japão determinou em 2000 que Fujimori possui cidadania japonesa. O Ministério do Interior e das Comunicações japonês emitiu uma declaração em resposta, salientando que não existe nenhuma lei que proíba a participação numa eleição de alguém em prisão domiciliária num país estrangeiro.
O anúncio gerou especulações de que a candidatura de Fujimori foi uma manobra para ganhar imunidade diplomática como autoridade eleita e evitar julgamento no Peru. A presidente chilena, Michelle Bachelet, disse que o Supremo Tribunal do seu país não seria influenciado pela medida e que em breve decidiria se concederia um pedido de extradição para devolver Fujimori ao Peru.
Em 11 de julho de 2007, a Suprema Corte do Chile rejeitou o pedido do governo peruano para que Fujimori fosse extraditado para enfrentar acusações de violações de direitos humanos; no entanto, ele permaneceu em prisão domiciliar no Chile e não estava claro se ele teria permissão para partir para o Japão. Embora grande parte do público japonês tenha uma visão favorável de Fujimori devido ao seu papel na resolução da crise dos reféns da embaixada japonesa de 1997, membros do Partido Democrático do Japão e do Partido Comunista Japonês questionaram seu compromisso com o Japão e o acusaram de usar a eleição para evitar a justiça no Peru.
O Japão indicou em 5 de julho de 2007 que não tinha planos de pedir ao Chile que permitisse o retorno de Alberto Fujimori para as eleições da câmara alta daquele mês. O líder do Novo Partido Popular instou o Ministro dos Negócios Estrangeiros do Japão a abordar a questão com o governo do Chile. Fujimori acabou perdendo a eleição.

## Condenação por violações dos direitos humanos
Em 7 de abril de 2009, um painel de três juízes do Supremo Tribunal do Peru condenou Fujimori por acusações de abusos dos direitos humanos, declarando que "as acusações contra ele foram provadas além de qualquer dúvida razoável". O painel o considerou culpado de ordenar que o esquadrão da morte Grupo Colina executasse o massacre de Barrios Altos em novembro de 1991 e o massacre de La Cantuta em julho de 1992, que resultou na morte de 25 pessoas, e por participar dos sequestros do jornalista peruano Gustavo Gorriti e do empresário Samuel Dyer. A condenação de Fujimori marcou a primeira vez na história em que um presidente democraticamente eleito foi julgado e considerado culpado de violações dos direitos humanos no seu próprio país. Fujimori já cumpria uma pena de seis anos de prisão por sua condenação em dezembro de 2007 por abuso de poder. O julgamento pelos abusos dos direitos humanos cometidos por Fujimori durou 15 meses e foi adiado em várias ocasiões devido a problemas de saúde. Mais tarde, em 7 de abril, o tribunal condenou Fujimori a 25 anos de prisão.
Ronald Gamarra Herrera, Secretário Executivo da Coordenação Nacional de Direitos Humanos do Peru e um dos advogados que representam as partes civis, tais como as famílias das vítimas de Barrios Altos e La Cantuta, disse à imprensa que "não houve ódio, nem vingança, nem crueldade no julgamento de Fujimori. O que houve foi justiça. Não estamos felizes pela dor de um homem, nem pela tragédia que sua família está passando. Mas sim, é reconfortante saber que a justiça foi feita e que as vítimas, depois de tantos anos, podem descansar em paz".
O Financial Times afirmou que observadores internacionais "elogiaram o julgamento como um modelo de devido processo legal, mesmo antes do veredito ser lido". Michael Reed, do Centro Internacional para a Justiça Transicional, declarou que "ao longo de 15 meses, todo o povo peruano tem vivido ativamente esse processo. Esse engajamento social é importante... a decisão, de fato, demonstrará a polarização. A questão é como o Estado peruano e a sociedade peruana lidarão com essa polarização em relação ao futuro". Maria McFarland, pesquisadora sênior da Human Rights Watch, observou que o veredito foi "absolutamente a decisão correta"... [e] bem fundamentado em todas as evidências" e que o tribunal especial "ficaria registrado na história como um modelo do que queremos ver em termos de Estado de Direito, justiça e progresso na América Latina. Sempre houve muita ênfase no poder do executivo, do presidente e do homem forte; agora, de repente, o judiciário está tendo voz ativa."
Após o anúncio da condenação de Fujimori, tumultos eclodiram nas ruas. No distrito de Ate, cerca de vinte policiais tiveram que interromper uma briga entre membros do partido político de Fujimori e um grupo da Confederação dos Trabalhadores do Peru (CTP) local. Acredita-se que o tumulto começou quando cerca de 50 membros da CTP foram à delegacia de polícia e provocaram uma briga com cerca de 300 partidários de Fujimori. Fora do tribunal, familiares das vítimas entraram em confronto com apoiantes de Fujimori; as lutas foram dispersadas pela polícia de choque.